# 埃唐站
埃唐站，全名为阿鲁河畔埃唐站，是法国的一个铁路车站，位于法国中部市镇阿鲁河畔埃唐。

## 历史
埃唐站建于1867年，和讷韦尔－沙尼铁路以及埃唐－萨特奈铁路一道同时投入运营。

## 站名
埃唐站的全名为"阿鲁河畔埃唐站"，讷韦尔－沙尼铁路104.678公里处，因位于阿鲁河畔埃唐境内而得名。但事实上，在法国铁路系统中，"埃唐站"即可代指本站。

## 位置
埃唐站位于阿鲁河畔埃唐市区的北部，阿鲁河右岸，距离阿鲁河畔埃唐市政府仅100米。车站大致呈东西走向，开口朝南。

## 设施
埃唐站设有人工售票窗口和一台TER列车自动售票机，站前设有社会车辆停车场，车站北侧为编组站，但现已基本废弃。埃唐站站内没有地下通道或天桥，前往岛式站台（下行方向列车停靠）的乘客需横穿铁路正线前往，因此该站存在一定的安全隐患。

## 站台设置
| 北↑      |             |                            |  |
| 编组站道 |             |                            |  |
| A道      |             | 始发车（→欧坦/蒙沙南方向） |  |
|          | 岛式        |                            |  |
| 2道      |             | 过路车（→第戎方向）        |  |
| 1道      |             | 过路车（←讷韦尔方向）      |  |
|          | 侧式 主站房 |                            |  |
| 南↓      |             |                            |  |

## 停靠线路
以下列车线路在埃唐站停靠：
| 埃唐站列车线路表 |      |          |             |              |
| 线路             | 车种 | 上一站   | 下一站      | 大致运行频率 |
| 讷韦尔—第戎      | TER  | 吕济     | 勒克勒佐    | 每天6趟左右  |
| 第戎—欧坦        | TER  | 勒克勒佐 | 布里永-来济 | 每天1趟      |
| 埃唐—欧坦        | TER  | （起点） | 布里永-来济 | 每天2~4趟    |
| 埃唐—蒙沙南      | TER  | （起点） | 梅夫尔      | 每天3趟左右  |
| 1.               |      |          |             |              |

## 配套交通

### 长途客车
| 停靠埃唐站的大巴车 |                                                                             |                                             |
| 上下车地点         | 运营单位                                                                    | 主要目的地                                  |
| 埃唐站前方         | 勃艮第-弗朗什-孔泰 大区城际客运 MobiGo                                      | LR719 布罗瓦 · 马尔马涅 · 勒克勒佐 · 托尔西 |
| 埃唐站前方         | 欧坦 （当某条铁路线施工或罢工时，SNCF可能会提供途径该线路沿途站点的大巴车） |                                             |
| 1. 2. 3.           |                                                                             |                                             |

### 城市公共交通
埃唐站附近尚未开行城市公共交通线路。

### 社会车辆
埃唐站门口设有社会车辆停车场。

## 临近车站
| 埃唐站（Gare d'Étang-sur-Arroux） |                  |                       |
| 上行车站                          | 线路             | 下行车站              |
| 吕济站 22.3km ←                   | 讷韦尔－沙尼铁路 | 梅夫尔站 → 4.7km      |
| （起点）                          | 埃唐－萨特奈铁路 | 布里永-来济站 → 5.5km |
| - 本表仅显示运营中的线路及车站    |                  |                       |